# Пино д'Асти
Пѝно д'А̀сти (на италиански: Pino d'Asti; на пиемонтски: 'l Pin d'Ast, Ъл Пин д'Аст) е село и община в Северна Италия, провинция Асти, регион Пиемонт. Разположено е на 412 m надморска височина. Населението на общината е 242 души (към 2010 г.).